# دومینیک ریموند
دومینیک ریموند (فرانسوی: Dominique Reymond‎؛ زادهٔ ۱۲ فوریهٔ ۱۹۵۷) هنرپیشه اهل فرانسه است.
از فیلم‌ها یا برنامه‌های تلویزیونی که وی در آنها نقش داشته‌است می‌توان به بتی، سرنوشت احساساتی، عاشق دیوانه، دوزخ، فردا ما حرکت می‌کنیم، ساعات تابستانی، ساد، بدرود، ملکه من، خاطرات یک خدمتکار و عاشق دوگانه اشاره کرد.